# 19-я мотострелковая дивизия

Состав на 2008 год. Обозначения НАТО.

19-я мотострелковая Воронежско-Шумлинская Краснознамённая, орденов Суворова и Трудового Красного Знамени дивизия (сокр. 19 мсд, в/ч 20634) — тактическое соединение Сухопутных войск Российской Федерации.
Соединение входит в состав 58-й общевойсковой армии Южного военного округа. Пункт постоянной дислокации — г. Владикавказ Республики Северная Осетия.
19-я дивизия первой в Рабоче-крестьянской Красной армии награждена орденом Трудового Красного Знамени, отличилась в годы Великой Отечественной войны, во время которой соединение сражалось в Битве за Москву, в боях за города Ельня и Псков.
После распада СССР дивизия принимала участие в первой и второй чеченской войнах, в войне в Грузии. Дивизия в составе группировки «Запад» штурмовала Грозный в зиму 1994—1995 гг.

## История
В марте 1957 года 19-я стрелковая дивизия была переформирована в 92-ю мотострелковую дивизию.
Согласно приказу министра обороны СССР № 00147 от 17 ноября 1964 года в целях сохранения боевых традиций дивизии возвращают её номер периода Великой Отечественной войны и она вновь именуется как 19-я мотострелковая Воронежско-Шумлинская Краснознамённая орденов Суворова и Трудового Красного Знамени дивизия. После перевода штаба 12-го армейского корпуса в Краснодар из состава корпуса была исключена и вошла в состав 42-го армейского корпуса, а затем 58-й общевойсковой армии СКВО.
В 1991 году при выводе 12-й гвардейской танковой дивизии из Германии, некоторые её части были влиты в состав 19-й мотострелковой дивизии:
- 503-й мотострелковый полк был слит с 200-м гвардейским мотострелковым полком и новое формирование получило наименование номер 503 и регалии от 200-го гв. мсп.
- вошёл в состав дивизии 353-й гвардейский танковый полк с переименованием, согласно директиве Генерального штаба от 28 октября 1991 г. № 453/1/01391, в 693-й гвардейский мотострелковый полк.[5]
- 1165-й зенитный ракетный полк был расформирован, вместо него вошёл в состав дивизии 481-й зенитный ракетный полк.
- 108-й отдельный разведывательный батальон был слит с 18-м отдельным гвардейским разведывательным Демблицко-Померанским ордена Александра Невского батальоном. Новый батальон получил номер 239 и регалии 18-го гв. орб.
- 1493-й отдельный инженерно-сапёрный батальон был слит с 136-м отдельным гвардейским инженерно-сапёрным Демблинским ордена Красной Звезды батальоном. Новый батальон сохранил номер 1493 и регалии 136-го гв. оисб.[6]

### Первая чеченская война
Дивизия принимала участие в штурме Грозного 1994—1995 гг. в ходе Первой чеченской войны в составе группировки «Запад» под командованием генерал-майора Валерия Климовича Петрука, в которую также входили десантники батальона 21-й овдбр и сводного полка 76-й гв. вдд.
В 7:30 2 января авангард 693-го полка полковника Кандалина вошёл в город Грозный и до 12:00 полк не встречал никакого противодействия со стороны дудаевцев. Из-за ряда серьёзных ошибок, допущенных командиром дивизии, в районе рынка 693-й полк был остановлен и атакован превосходящими силами чеченцев; под их нажимом полк отошёл к Парку культуры и отдыха имени В. И. Ленина. К 18:00 в ходе жёсткого боя 693-й полк был окружён в районе парка имени Ленина, где с ним была потеряна связь.
22 февраля 1996 года произошёл бой в Ассинском ущелье. Батальон 693-го гв. мотострелкового полка, вышедший из Владикавказа в Чечню для ротации войск (по другим данным, с заданием овладеть населённым пунктом Бамут), подвергся нападению боевиков на территории Ингушетии в районе населённых пунктов Галашки и Аршты. Боевые действия продолжались между 22 и 24 февраля. В числе погибших был командир батальона майор Эдуард Тиникашвили.
21 марта 1996 года 693-й полк произвёл штурм населённого пункта Старый Ачхой.

### Вторая чеченская война
С 5 по 22 марта 2000 года 503-й гв. мотострелковый полк 19-й мотострелковой дивизии участвовал в боях за село Комсомольское.

### Переформирование
1 июня 2009 года из 503-го гвардейского мотострелкового полка 19-й мотострелковой дивизии сформирована 19-я отдельная мотострелковая бригада. На базе 693-го и 135-го мотострелковых полков была сформирована 4-я гвардейская военная база на территории республики Южная Осетия. Бригада унаследовала все награды, почётные наименования и боевую славу 19-й мотострелковой дивизии, сформированной в 1922 году. Вследствие этого свои юбилеи бригада отмечала 22 июля.
1 декабря 2020 года бригада переформирована в 19-ю мотострелковую дивизию.

### Вторжение на Украину
От дивизии три батальонные тактические группы принимали участие в боях за Мариуполь во время вторжения на Украину.
По состоянию на май 2024 года входит в состав группировки войск «Днепр».

## Полигоны
Тренировки соединения проходят на полигонах «Шалхи» и «Тарский».

## Подчинение
- 12-й армейский корпус — с 1957 года
- 42-й армейский корпус СКВО.
- 58-я общевойсковая армия СКВО.

## Состав
- 201-й мотострелковый полк (Владикавказ)

Всего: 31 Т-72; 6 БМП (4 БМП-1, 2 БРМ-1К), 4 БТР-70; 6 — 2С1 «Гвоздика», 12 — 2С12 «Сани»; 5 Р-145БМ; 8 МТ-ЛБТ
- 429-й мотострелковый орденов Кутузова и Богдана Хмельницкого полк (Владикавказ)

Всего: 31 Т-72; 6 БМП (4 БМП-1, 2 БРМ-1К), 4 БТР-70; 12 — 2С12 «Сани»; 5 Р-145БМ; 8 МТ-ЛБТ; 1 МТУ-20
- 503-й мотострелковый полк (Владикавказ)

Всего: 31 Т-72; 6 БМП (4 БМП-1, 2 БРМ-1К), 4 БТР-70; 12 2С1 «Гвоздика», 12 2С12 «Сани»; 2 БМП-1КШ, 3 Р-145БМ; 8 МТ-ЛБТ
- 397-й танковый полк (Владикавказ)

Всего: 94 Т-72; 16 БМП (9 БМП-2, 5 БМП-1, 2 БРМ-1К), 3 БТР-70; 2 БМП-1КШ, 3 Р-145БМ; 2 РХМ; МТ-ЛБТ; 3 МТУ-20
- 292-й артиллерийский ордена Александра Невского полк (Прохладный)

Всего: 12 9П140 «Ураган», 12 БМ-21 «Град»; 4 ПРП-4, 1 ПРП-3, 6 — 1В18, 2 — 1В19, 1 Р-145БМ, 1 Р-156БТР, а также 60 МТ-ЛБТ
- 1165-й зенитный артиллерийский полк;
- 90-й отдельный ракетный дивизион;
- 1329-й отдельный противотанковый артиллерийский дивизион;
- 108-й отдельный разведывательный батальон (Владикавказ): 17 БМП (10 БМП-1, 7 БРМ-1К); 2 Р-145БМ, 1 Р-156БТР;
- 524-й отдельный батальон связи (Владикавказ): 10 Р-145БМ;
- 1493-й отдельный инженерно-сапёрный батальон (Владикавказ): 3 УР-67;
- 344-й отдельный ремонтно-восстановительный батальон;
- 1096-й отдельный батальон материального обеспечения.

Всего на 19 ноября 1990 года 19-я дивизия располагала 187 танками (Т-72); 51 БМП (9 БМП-2, 27 БМП-1, 15 БРМ-1К); 15 БТР-70; 18 САУ 2С1 «Гвоздика»; 36 миномётами 2С12 «Сани»; 24 РСЗО (12 9П140 «Ураган», 12 БМ-21 «Град»).
- 135-й мотострелковый полк (в/ч 64201, г. Прохладный Республики Кабардино-Балкария);
- 429-й мотострелковый орденов Кутузова и Богдана Хмельницкого полк имени Кубанского казачества (Моздок)

31 Т-72; 50 БТР (49 МТ-ЛБ, 1 БТР-80), 3 БМП (1 БМП-2, 2 БРМ-1К); 2 2СЗ «Акация»; 2 БМП-1КШ, 3 ПРП-4; 6 Р-145БМ, 2 ПУ-12; 3 РХМ; 1 МТП-ЛБ; 1 МТУ-20, а также 67 МТ-ЛБТ; 2389 чел.
- 503-й гвардейский мотострелковый Фастовский ордена Ленина, Краснознамённый, орденов Суворова и Богдана Хмельницкого полк (Владикавказ)

29 Т-72; 115 БТР (БТР-80), 4 БМП (1 БМП-2, 3 БРМ-1К); 2 2СЗ «Акация»; 1 БМП-1КШ, 2 ПРП-4; 5 Р-145БМ, 2 ПУ-12; 5 РХМ; 1 МТП-ЛБ, 1 БРЭМ-4; 1 МТУ-20; 2440 чел.
- 693-й гвардейский мотострелковый Вапнярско-Берлинский Краснознамённый, орденов Суворова и Кутузова полк (Владикавказ)

30 Т-72; 126 БМП (121 БМП-2, 5 БРМ-1К), 2 БТР (БТР-80); 12 — 2СЗ «Акация», 11 БМП-1КШ, 2 ПРП-4; 3 ПУ-12: 2 РХМ; 1 МТУ-20; 2220 чел.
- 292-й самоходный артиллерийский ордена Александра Невского полк (Владикавказ)

36 2С19 «Мста-С», 12 БМ-21 «Град», 4 — 9П140 «Ураган»; а также 3 орудия М-30; 3 1В18, 1 1В19, 4 ПРП-4; 2 Р-145БМ; 1 БТР-80; 911 чел.
- 481-й зенитный ракетный Верхнеднепровский Краснознамённый, ордена Александра Невского полк (Ардон)

ЗРК «Оса»; 4 ПУ-12; 417 чел. Дислоцируясь в Германии (в Примервальде) полк был частью группового подчинения ЗГВ.
- 141-й отдельный гвардейский танковый Вапнярско-Варшавский ордена Ленина, Краснознамённый, орденов Суворова и Кутузова батальон (Владикавказ): 30 Т-72; 1 БМП-1КШ; 223 чел.
- 1329-й отдельный противотанковый артиллерийский дивизион (Владикавказ): 12 МТ-ЛБТ, 2 РПР-4, Р-145БМ, 1 МТП-ЛБ; 193 чел.
- 239-й отдельный гвардейский разведывательный Демблинский ордена Александра Невского батальон (Владикавказ)

23 БМП (12 БМП-2, 11 БРМ-1К), 6 БТР (БТР-80); 1 Р-381Т; 3 БМП-1КШ; 3 Р-145БМ; 345 чел.
- 405-й отдельный батальон связи (Владикавказ): 1 БМП-1КШ, 1 ЗС-88 (БТР-80); 265 чел.
- 1493-й отдельный гвардейский инженерно-сапёрный Демблинский ордена Красной Звезды батальон (Владикавказ): 1 МТУ-20; 304 чел.
- 344-й отдельный ремонтно-восстановительный батальон (Владикавказ): 1 МТП-ЛБ; 312 чел.
- 532-й отдельный батальон РХБЗ (Владикавказ): 6 МТ-ЛБТ; 176 чел.
- 1077-й отдельный батальон РЭБ (Владикавказ): 4 СПР-2; 171 чел.
- 1098-й отдельный батальон материального обеспечения
- 135-й отдельный медицинский батальон.

Всего на 1 января 2000 года 19-я дивизия при общей численности личного состава 11240 чел. располагала 120 танками Т-72; 330 БМП и БТР; 72 САУ 2СЗ «Акация»; 16 РСЗО (4 9П140 «Ураган», 12 БМ-21 «Град»).
- Штаб дивизии (в/ч 20634, г. Владикавказ);
- 135-й мотострелковый полк (в/ч 64201, г. Прохладный);
- 429-й мотострелковый орденов Кутузова и Богдана Хмельницкого полк имени Кубанского казачества (в/ч 01860, г. Моздок);
- 503-й гвардейский мотострелковый Фастовский ордена Ленина Краснознамённый орденов Суворова и Богдана Хмельницкого полк (в/ч 29483, ст. Троицкая);
- 693-й гвардейский мотострелковый Вапнярско-Берлинский Краснознамённый, орденов Суворова и Богдана Хмельницкого полк (в/ч 66431, г. Владикавказ);
- 292-й самоходный артиллерийский ордена Александра Невского полк (в/ч 37271, г. Владикавказ);
- 481-й зенитный ракетный Верхнеднепровский Краснознамённый, ордена Александра Невского полк (в/ч 77197, г. Ардон, «Оса-АК»);
- 141-й отдельный гвардейский танковый Вапнярско-Варшавский ордена Ленина, Краснознамённый, орденов Суворова и Кутузова батальон (в/ч 64514, г. Владикавказ);
- 405-й отдельный батальон связи (в/ч 64415, г. Владикавказ);
- 239-й отдельный гвардейский разведывательный Демблинский ордена Александра Невского батальон (в/ч 12356,г. Владикавказ);
- 1329-й отдельный противотанковый артиллерийский дивизион (в/ч 44783);
- 1493-й отдельный гвардейский инженерно-сапёрный Демблинский ордена Красной Звезды батальон (в/ч 83481, г. Владикавказ);
- 344-й отдельный ремонтно-восстановительный батальон (в/ч 34486, г. Владикавказ);
- 1096-й отдельный батальон материального обеспечения (в/ч 93203, г. Владикавказ);
- 1077-й отдельный батальон РЭБ;
- 532-й отдельный батальон РХБЗ (в/ч 49502, г. Владикавказ);
- 135-й отдельный медицинский батальон (в/ч 54994);
- 916-я станция ФПС (в/ч 42781).[17]

- управление бригады[18]
- 1-й мотострелковый батальон;
- 2-й мотострелковый батальон;
- 3-й мотострелковый батальон;
- танковый батальон;
- 1-й гаубичный самоходно-артиллерийский дивизион;
- 2-й гаубичный самоходно-артиллерийский дивизион;
- реактивный артиллерийский дивизион;
- зенитный дивизион;
- зенитный ракетный дивизион;
- инженерно-сапёрный батальон;
- разведывательный батальон;
- батальон специального назначения;
- батальон связи;
- батальон материального обеспечения;
- противотанковая артиллерийская батарея;
- ремонтно-восстановительный батальон;
- стрелковая рота (снайперов);
- рота радиационной, химической и биологической защиты;
- рота радиоэлектронной борьбы;
- медицинская рота;
- комендантская рота;
- рота беспилотных летательных аппаратов;
- батарея управления и артиллерийской разведки (начальника артиллерии);
- взвод управления и радиолокационной разведки (начальника противовоздушной обороны);
- взвод управления (начальника разведки);
- станция фельдъегерско-почтовой связи;
- взвод инструкторов;
- полигон;
- военный оркестр;
- редакция газеты;
- типография;
- клуб.

## Командиры
- 20.12.1958 — 21.09.1961 — полковник Алленых, Сергей Иванович
- 19.12.1961 — 27.07.1966 — полковник, с 22.02.1963 генерал-майор Рыкалов, Фёдор Иванович[19]
- 27.07.1966 — 06.12.1971 — полковник, с 25.10.1967 генерал-майор Мякушко, Владимир Яковлевич
- 13.01.1972 — 27.11.1975 — полковник, с 4.11.1973 генерал-майор Каширин, Александр Алексеевич
- 27.11.1975 — 1983 — полковник, с 27.10.1977 генерал-майор Шипилов, Владимир Петрович
- 1983—1985 — полковник Рощин, Виктор Михайлович
- 1989—1992 — генерал-майор Петрук, Валерий Климович
- 1992-1994 - генерал- майор Божко, Станислав Васильевич
- 1994—1995 — полковник Кандалин, Геннадий Иванович
- 1995—1996 — генерал-майор Приземлин, Василий Васильевич
- 1997—2000 — полковник (с 17.02.1999 — генерал-майор) Бугаев, Дмитрий Леонидович
- 2000—2001 — генерал-майор Титов, Владимир Михайлович
- 2001—2003 — генерал-майор Дворников, Александр Владимирович
- 2003—2004 — генерал-майор Кулахметов, Марат Минюрович
- 2004—2007 — генерал-майор Тонкошкуров, Василий Петрович
- 2007—2008 — генерал-майор Судаков Сергей Геннадьевич
- 2009—2010 — полковник Давыдов Денис Владимирович
- 2010—2014 — полковник (с 13.06.2013 — генерал-майор) Кисель, Сергей Александрович[20];
- 2014—2017 — полковник Абачев, Эседулла Абдулмуминович
- 2017—2020 — полковник Вязовский, Роман Юрьевич
- 2021 — н/в — генерал-майор Усков, Дмитрий Иванович

## Отличившиеся воины
| Награда                    | Ф. И. О.                        | Должность                             | Звание                       | Дата награждения | Примечания                  |
| -------------------------- | ------------------------------- | ------------------------------------- | ---------------------------- | ---------------- | --------------------------- |
| Герой Российской Федерации | Очеретный Валерий Иосифович     | командир танкового взвода             | старший лейтенант            | 12.09.1996       | посмертно, погиб 22.01.1995 |
| Герой Российской Федерации | Ветчинов Денис Васильевич       | заместитель командира 135-го МП       | майор                        | 15.08.2008       | посмертно, погиб 9.08.2008  |
| Герой Российской Федерации | Марченко Антон Александрович    | механик-водитель                      | рядовой                      | 01.10.2008       | посмертно, погиб 8.08.2008  |
| Герой Российской Федерации | Тимерман Константин Анатольевич | командир мотострелкового батальона    | подполковник                 | 14.08.2008       |                             |
| Герой Российской Федерации | Ухватов Алексей Юрьевич         | командир разведывательной роты        | майор                        | 15.02.2009       |                             |
| Герой Российской Федерации | Шевелёв Сергей Юрьевич          | командир разведывательного взвода     | старший лейтенант            | 19.9.2008        | посмертно, погиб 8.08.2008  |
| Герой Российской Федерации | Яковлев Юрий Павлович           | командир танковой роты                | капитан                      | 19.09.2008       |                             |
| Герой Российской Федерации | Горин Виталий Николаевич        | командир танкового взвода ТБ 503 мсп. | старший лейтенант            | 12.03.1997       | посмертно, погиб 08.01.1995 |
| Герой Российской Федерации | Сулименко Юрий Геннадьевич      | командир танкового батальона          | старший лейтенант на 1995 г. | 15.05.1995       |                             |
| Герой Российской Федерации | Величко Виктор Васильевич       | вод.механик на 1995 г.                | старшина роты на 1995 г.     | 15.05.1995       |                             |

## Галерея

Подразделения 19-й отдельной мотострелковой бригады на полигоне Тарский 9 января 2019 года
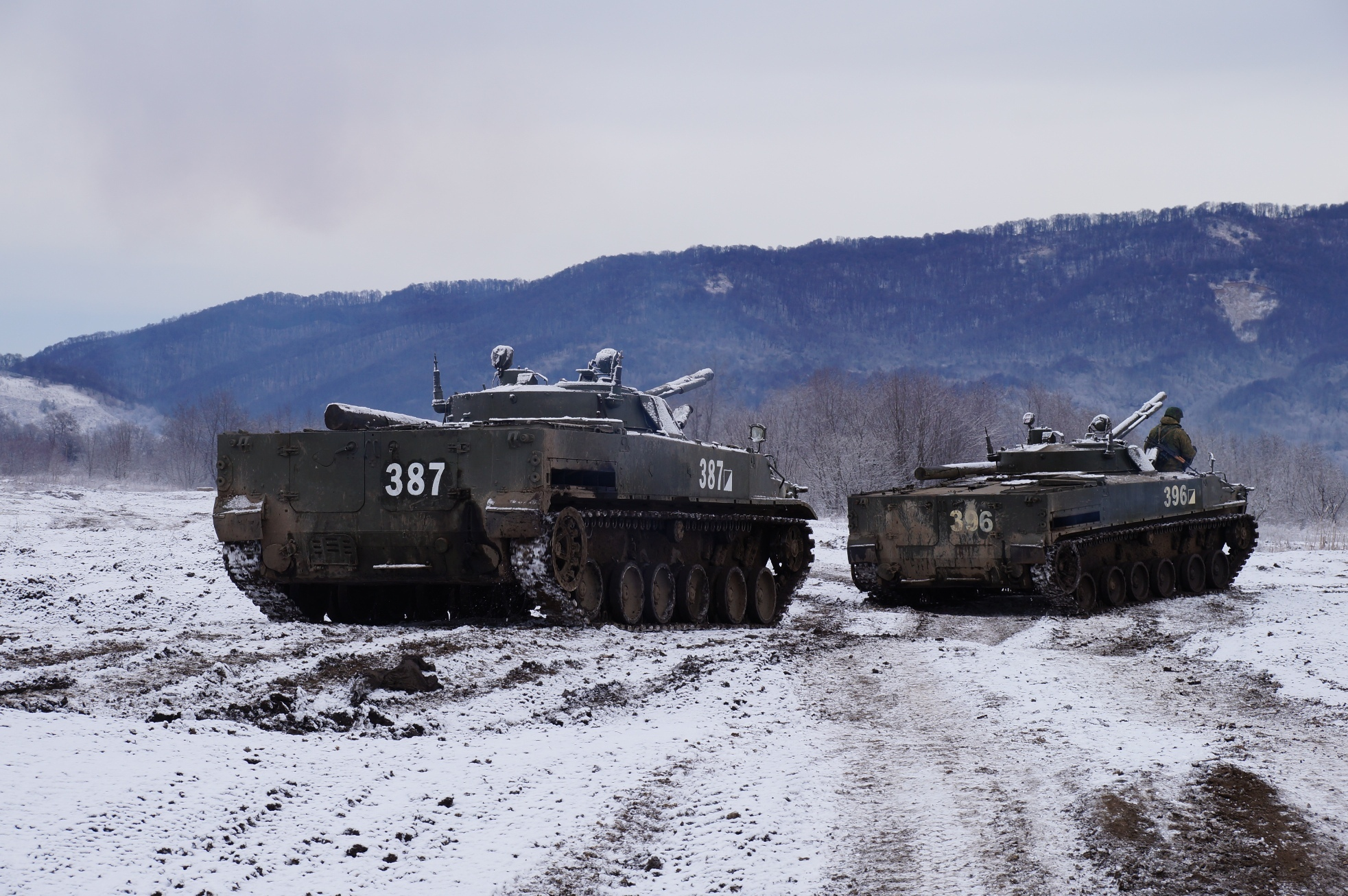
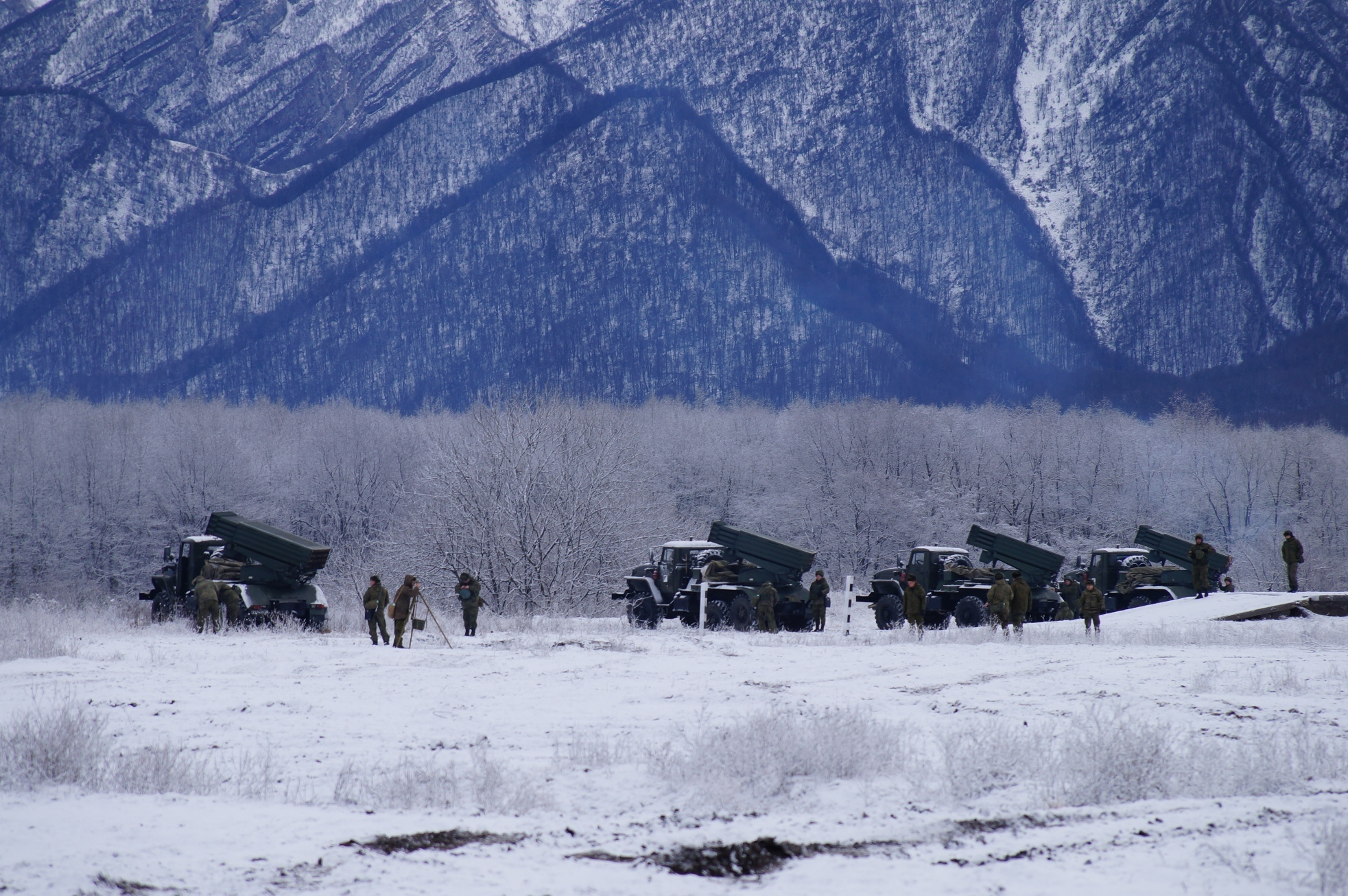
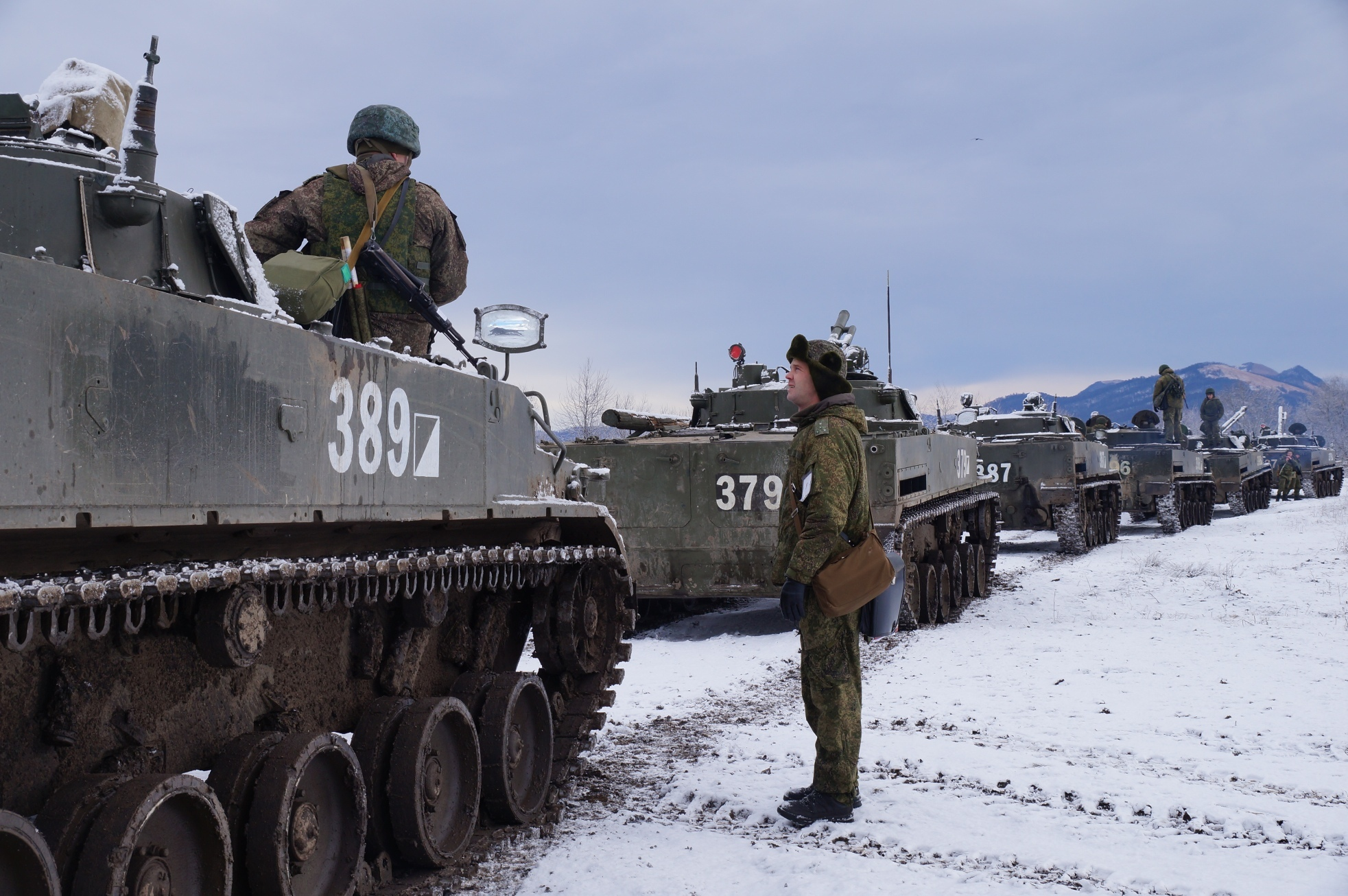
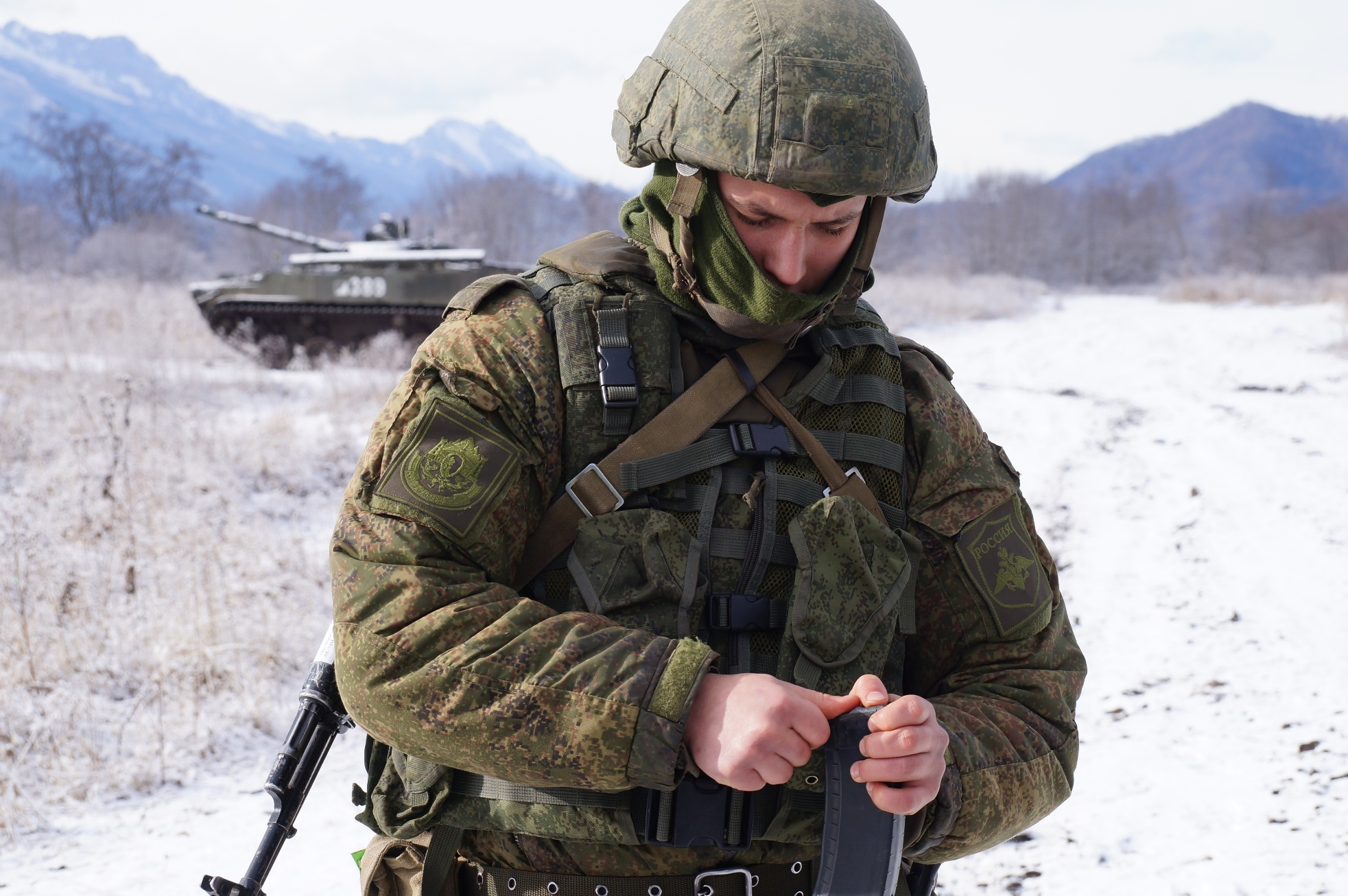